# Berga naturbruksgymnasium
Berga naturbruksgymnasium är ett naturbruksgymnasium i Västerhaninge i Haninge kommun söder om Stockholm. Skolan ägs av Dille Bolagen AB och ägdes tidigare av Region Stockholm. Innan dess ägdes den av Domänverket och drevs av Stockholms läns hushållningssällskap. Skolan hette då Berga lantbruksskola . Skolan övergick i regionens ägo år 1988 och förvärvades av Dille Bolagen AB år 2023.
Skolan har (2022) tre inriktningar inom naturbruksprogrammet (hästhållning, lantbruk och skog, inklusive jakt och viltvård) samt lärlingsutbildning. Dessutom finns en fyraårig gymnasiesärskolelinje med inriktning på skog, mark och djur (inklusive hästhållning och hund). Den utbildningen sker på uppdrag av Haninge kommun. Totalt har skolan cirka 250 elever, varav ett hundratal kan bo på internat. Utöver internatet finns dessutom ett stall med plats för cirka 40 hästar, där elever mot en ersättning kan ha sina egna hästar uppstallade.
Berga naturbruksgymnasium var den sista delen av landstingets utbildningsverksamhet i egen regi, som tidigare har bestått av bland annat flera folkhögskolor och olika former av vårdutbildningar. I början av 2000-talet lades naturbruksgymnasiet i Finsta ner, och 2009 beslutade regionen att sälja Säbyholms naturbruksgymnasium till ABF Sollentuna. I samband med det fanns det även planer på att sälja skolan i Berga, men det avskrevs den gången eftersom det då inte fanns några intressenter som var villiga att överta verksamheten.

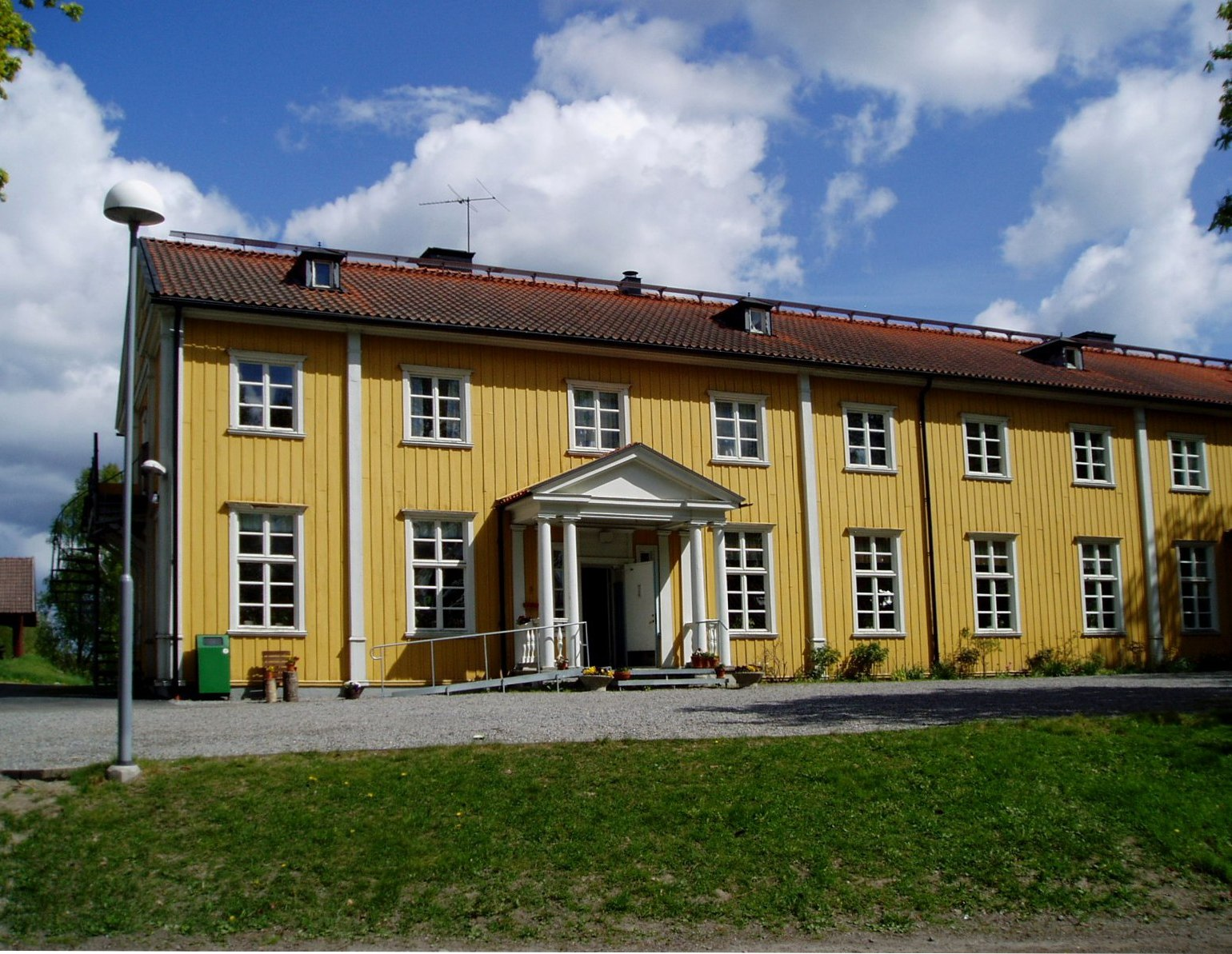
Gamla elevhemmet med Matsalen
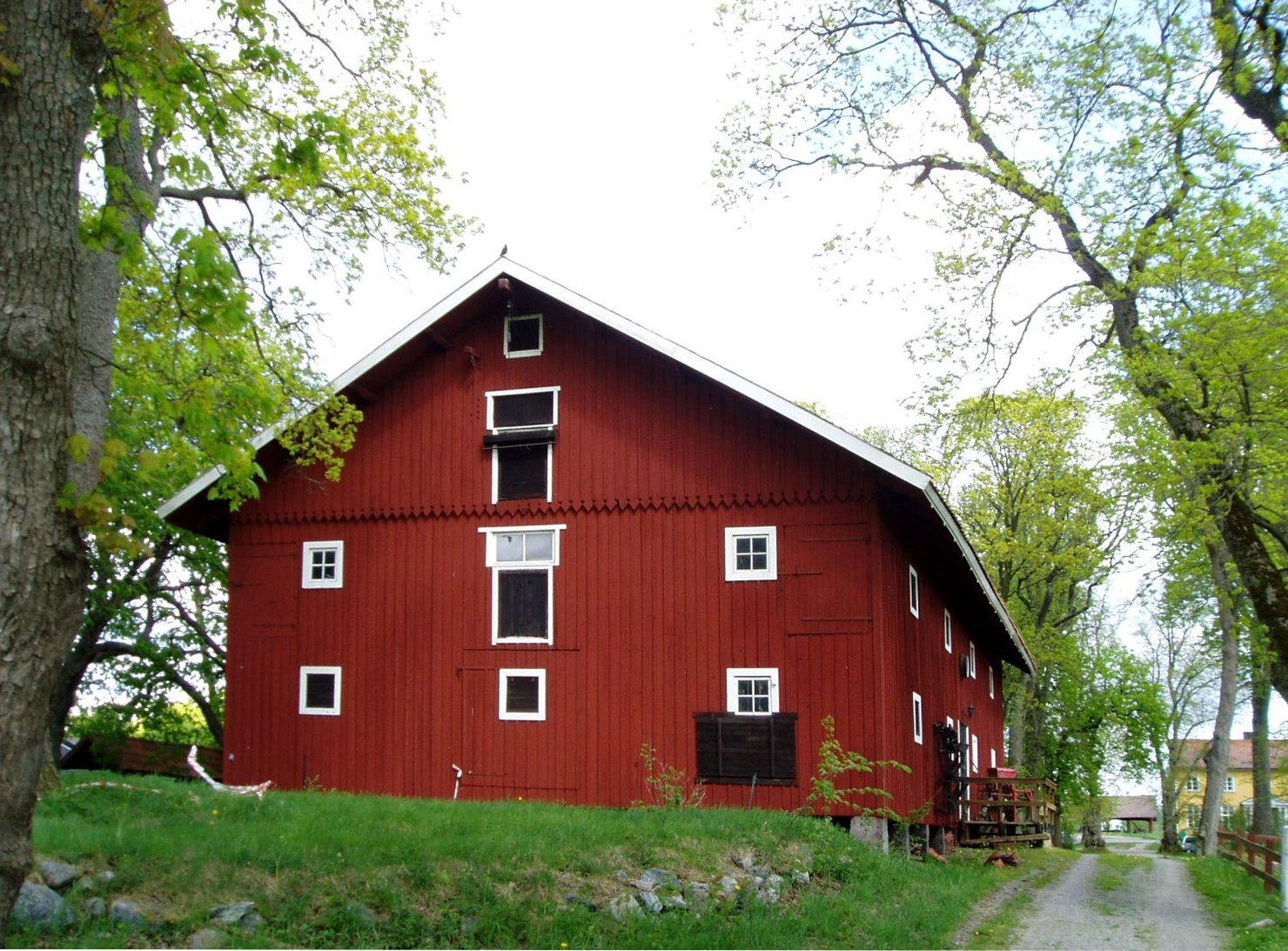
Gamla magasinet